# Telus Spark
Telus Spark est un centre des sciences situé à Calgary, au Canada, et ouvert en 2011.